# Chuck Rayner
Claude Earl Rayner, detto Chuck (11 agosto 1920 – Langley, 6 ottobre 2002), è stato un hockeista su ghiaccio canadese.

## Biografia
Nel corso della sua carriera ha giocato, tra le altre, squadre, con Kenora Thistles (1937-1940), New York Americans (1940/41), Springfield Indians (1940/41, 1941/42), New York Rangers (1945-1948, 1948-1953), New Haven Ramblers (1947/48) e Saskatoon Quakers (1953/54).
Nel 1950 gli è stato attribuito l'Hart Memorial Trophy.
Nel 1973 è stato inserito nella Hockey Hall of Fame.